# إلياس براون
إلياس براون (بالإنجليزية: Elias Brown)‏ هو سياسي أمريكي، ولد في 9 مايو 1793، وتوفي في 7 يوليو 1857 في بالتيمور في الولايات المتحدة. حزبياً، نشط في الحزب الديمقراطي. وقد انتخب عضو مجلس النواب لولاية ماريلند وانتخب عضو مجلس النواب الأمريكي.